# Paul Kähsbauer
Paul Kähsbauer (* 9. März 1912 in Wien; † 1988 ebenda) war ein österreichischer Zoologe und langjähriger Mitarbeiter am Naturhistorischen Museum in Wien. Sein Spezialgebiet war die Ichthyologie.
Paul Kähsbauer studierte nach der Matura am Realgymnasium in Wien V Naturwissenschaft und Physik an der Universität Wien, wo ihn besonders der Zoologe Jan Versluys beeinflusste. Nach der Promotion zum Dr. phil. im November 1938 arbeitete Kähsbauer als Hilfskraft am Naturhistorischen Museum Wien. Im Zweiten Weltkrieg war er von 1939 bis 1945 Soldat. Anschließend kehrte er an das Naturhistorische Museum zurück, wo er zum 1. April 1948 zum Leiter der Fischsammlung ernannt wurde. Später wurde er zum Hofrat ernannt. Er starb im Alter von 76 Jahren und wurde am 7. April 1988 auf dem Wiener Zentralfriedhof bestattet.
Kähsbauer beschäftigte sich sein Leben lang mit der Systematik der Fische. Er veröffentlichte mehrere Artikel in den Annalen des Naturhistorischen Museums in Wien und anderen Zeitschriften und bearbeitete einen Teilband des Catalogus faunae Austriae, des Gesamtkatalogs aller Tierarten Österreichs. Sein wissenschaftlicher Nachlass befindet sich im Naturhistorischen Museum Wien.

## Schriften
- Morphologische und statistische Untersuchungen an Knochenfischlabyrinthen. Wien 1938 (Dissertation).
- Intendant Dr. Franz Steindachner, sein Leben und Werk. In: Annalen des Naturhistorischen Museums in Wien. Band 63, Wien 1959, S. 1–30 (zobodat.at [PDF]).
- mit Josef Eiselt und Hans Strouhal: Catalogus faunae Austriae. Ein systematisches Verzeichnis aller auf österreichischem Gebiet festgestellten Tierarten in Einzeldarstellungen. Vertebrata: Wirbeltiere. Teil 21: Cyclostomata, Teleostomi (pisces). Wien 1961.
- Umbra. In: Paulys Realencyclopädie der classischen Altertumswissenschaft (RE). Band IX A,1, Stuttgart 1961, Sp. 591 f.